# Megaspora verrucosa
Megaspora verrucosa är en lavart som först beskrevs av Erik Acharius, och fick sitt nu gällande namn av Hafellner & V. Wirth. Megaspora verrucosa ingår i släktet Megaspora och familjen Megasporaceae.  Arten är reproducerande i Sverige. Inga underarter finns listade i Catalogue of Life.